# Mont-de-Marrast
Mont-de-Marrast (gaskognisch: Lo Mont de Marrast) ist eine französische Gemeinde mit 106 Einwohnern (Stand 1. Januar 2022) im Département Gers in der Region Okzitanien (bis 2015 Midi-Pyrénées); sie gehört zum Arrondissement Mirande und zum Gemeindeverband Astarac Arros en Gascogne. Die Bewohner nennen sich Montois/Montoises.

## Geografie
Mont-de-Marrast liegt auf einer Hochfläche zwischen den Flusstälern von Osse und Baïse, rund 15 Kilometer südsüdwestlich von Mirande und 29 Kilometer nordöstlich von Tarbes im Süden des Départements Gers. Die Gemeinde besteht aus Weilern, zahlreichen Streusiedlungen und Einzelgehöften. Nachbargemeinden sind Sainte-Dode im Norden, Montaut im Nordosten, Barcugnan im Osten, Manas-Bastanous im Südosten und Süden, Sarraguzan im Südwesten sowie Sadeillan im Westen und Nordwesten.

## Geschichte
Im Mittelalter lag die Gemeinde in der Kastlanei Moncassin der Grafschaft Astarac in der historischen Landschaft Gascogne und teilten deren Schicksal. Mont-de-Marrast gehörte von 1793 bis 1801 zum District Mirande. Seit 1801 ist die Gemeinde dem Arrondissement Mirande zugeteilt und gehörte von 1793 bis 2015 zum Wahlkreis (Kanton) Miélan.

## Bevölkerungsentwicklung
Die Einwohnerentwicklung ist typisch für eine französische Landgemeinde. Normal sind die Entwicklungen zwischen 1793 und 1841 mit einem Wachstum sowie die erste Abwanderungswelle bis 1881. In den folgenden fünf Jahren stieg die Bevölkerungszahl stark an, gefolgt von einem Abwärtstrend bis 2006.
| Jahr                       | 1962 | 1968 | 1975 | 1982 | 1990 | 1999 | 2006 | 2011 | 2020 |
| Einwohner                  | 173  | 149  | 121  | 100  | 100  | 102  | 90   | 108  | 105  |
| Quellen: Cassini und INSEE |      |      |      |      |      |      |      |      |      |

## Sehenswürdigkeiten
- Kirche Saint-Jacques
- fünf Wegkreuze
- Denkmal für die Gefallenen[3]

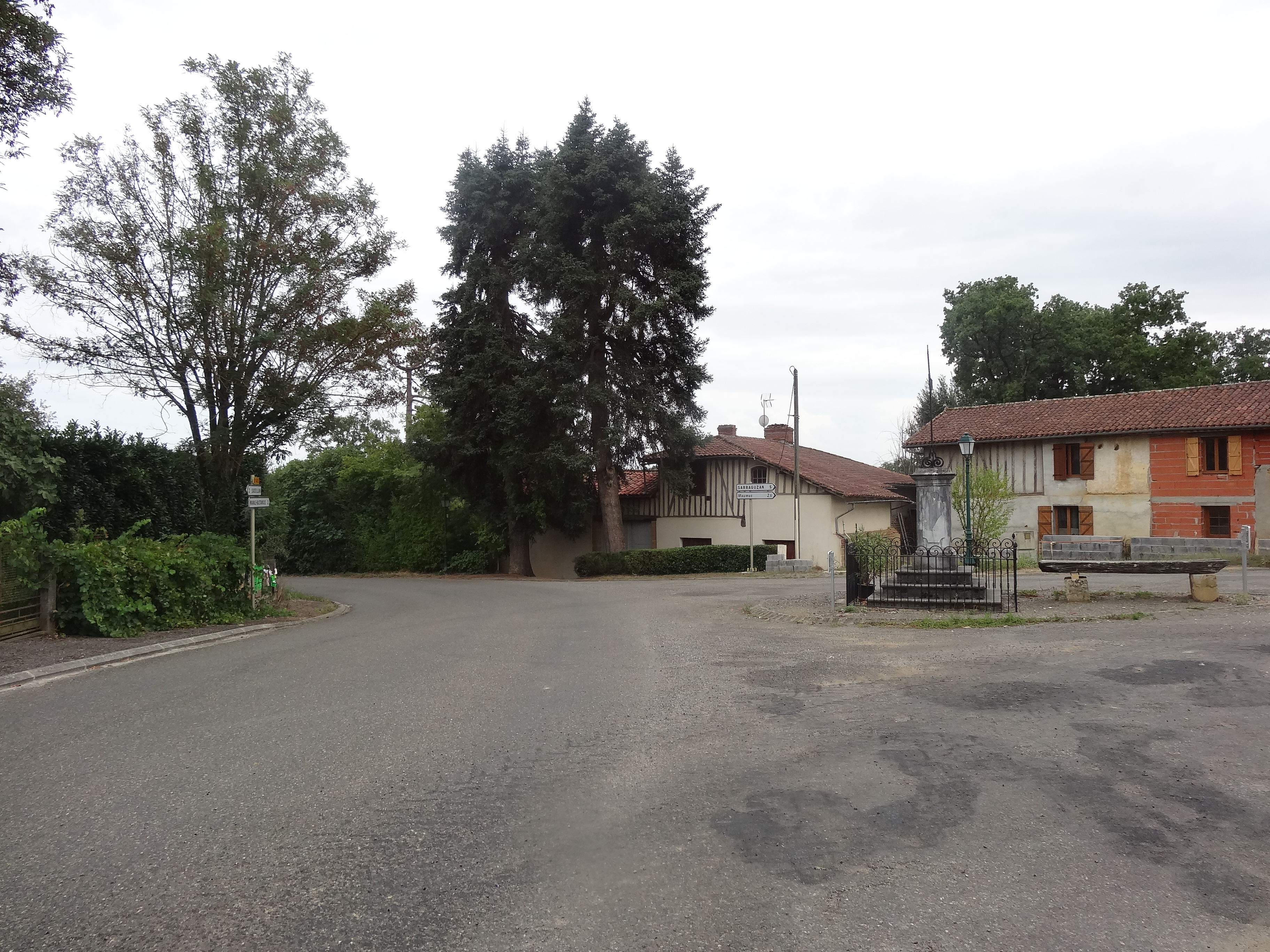
Dorfplatz von Mont-de-Marrast
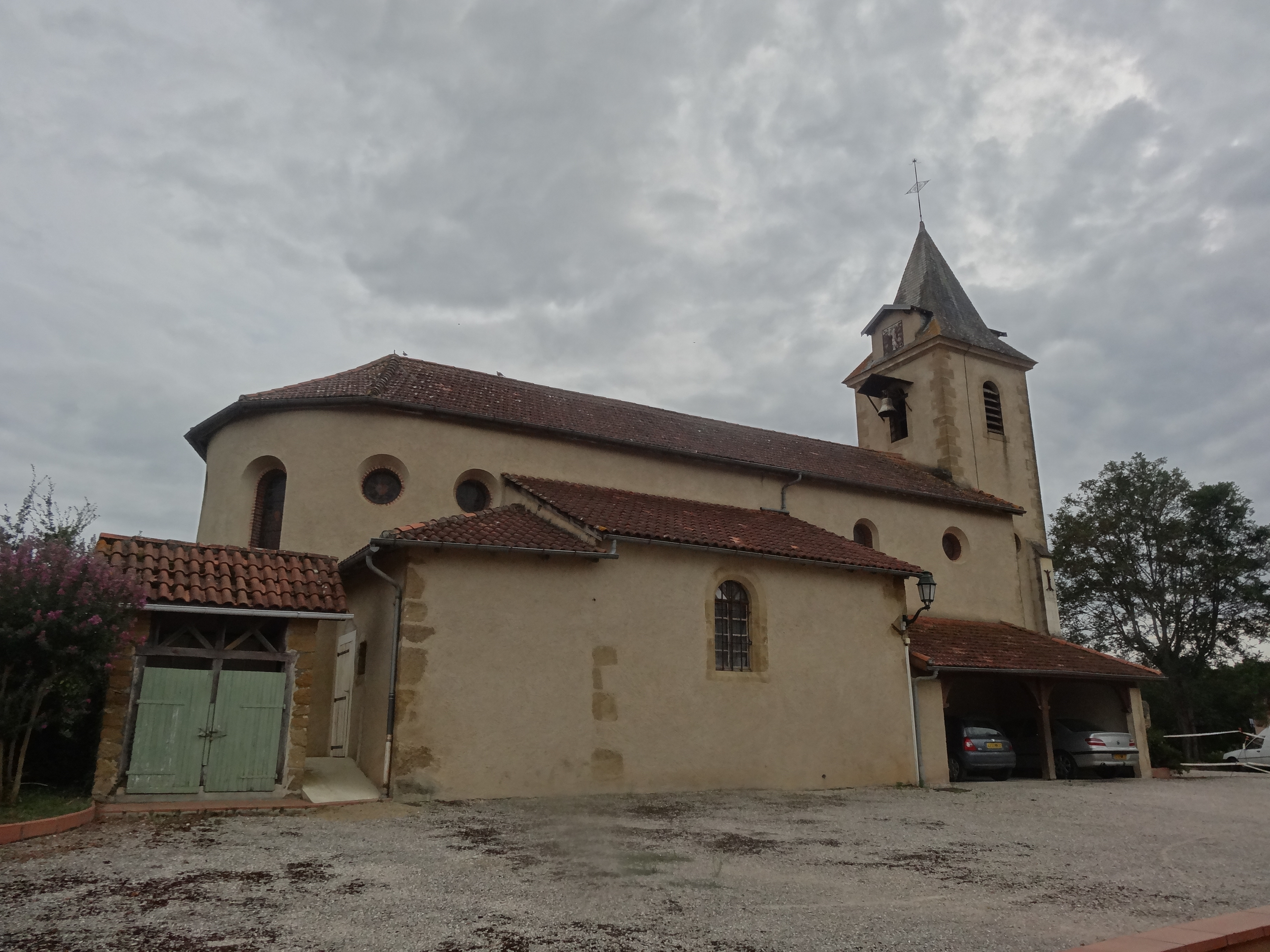
Kirche Saint-Jacques
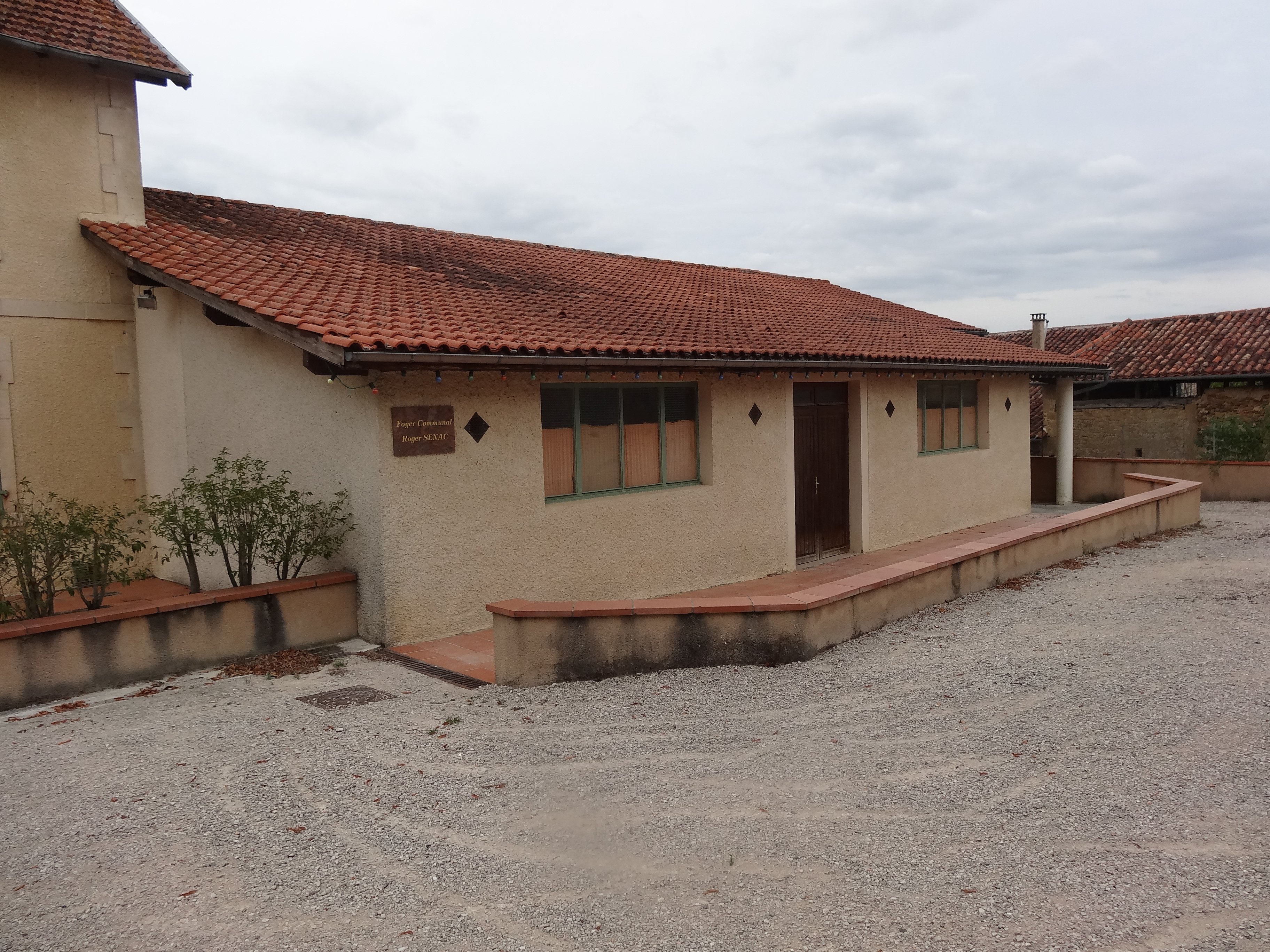
Gemeindesaal von Mont-de-Marrast
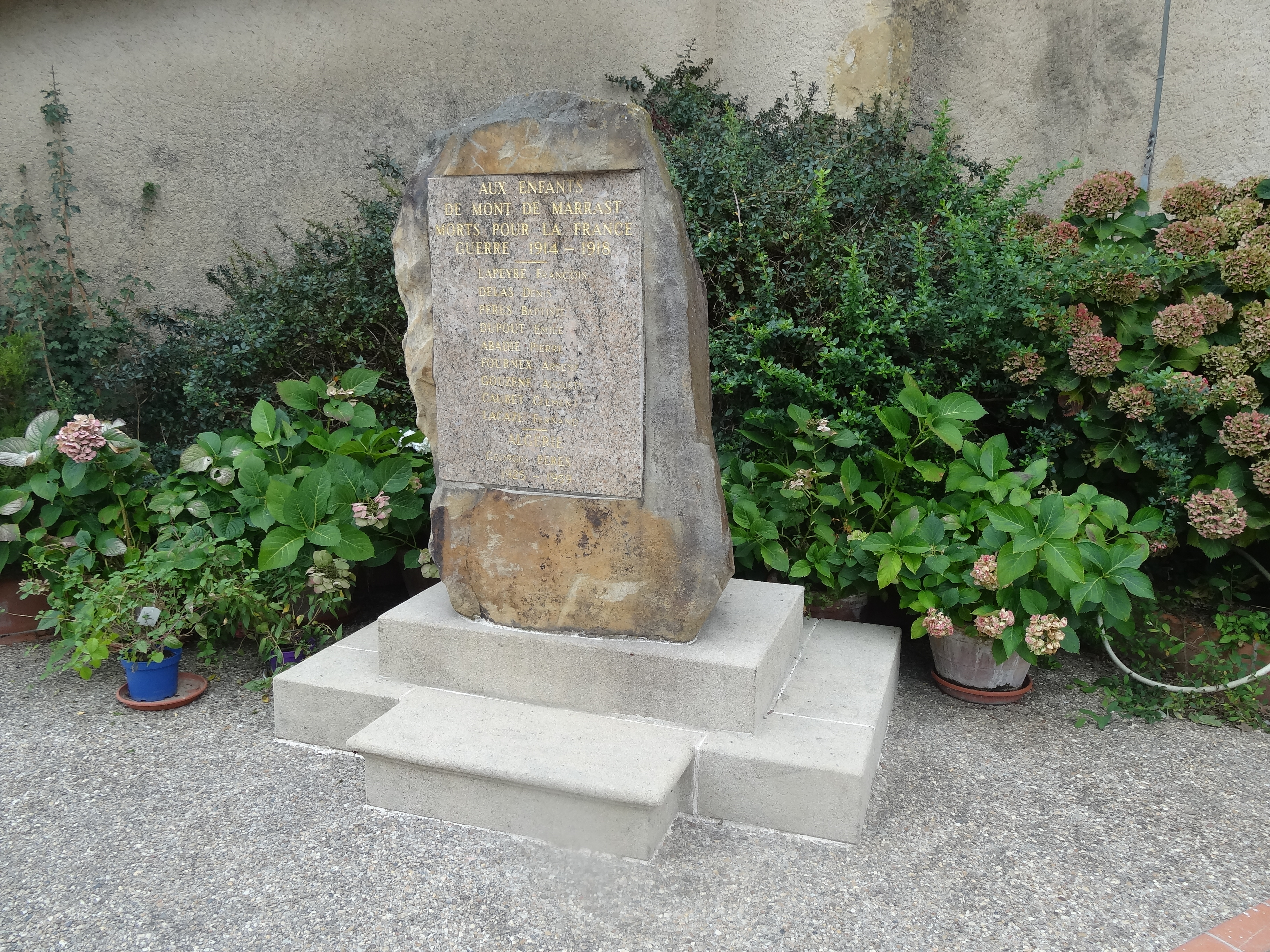
Denkmal für die Gefallenen

## Verkehr
Die wichtigste überregionale Verbindung ist die D939. Die wichtigste lokale Verkehrsverbindung ist die D145.